# Wörth an der Donau
Wörth an der Donau, Wörth a.d. Donau – miasto w Niemczech, w kraju związkowym Bawaria, w rejencji Górny Palatynat, w regionie Ratyzbona, w powiecie Ratyzbona, siedziba wspólnoty administracyjnej Wörth an der Donau. Leży na pograniczu Lasu Bawarskiego, około 22 km na wschód od Ratyzbony, nad Dunajem, przy autostradzie A3.

## Dzielnice
W skład miasta wchodzą następujące dzielnice: 

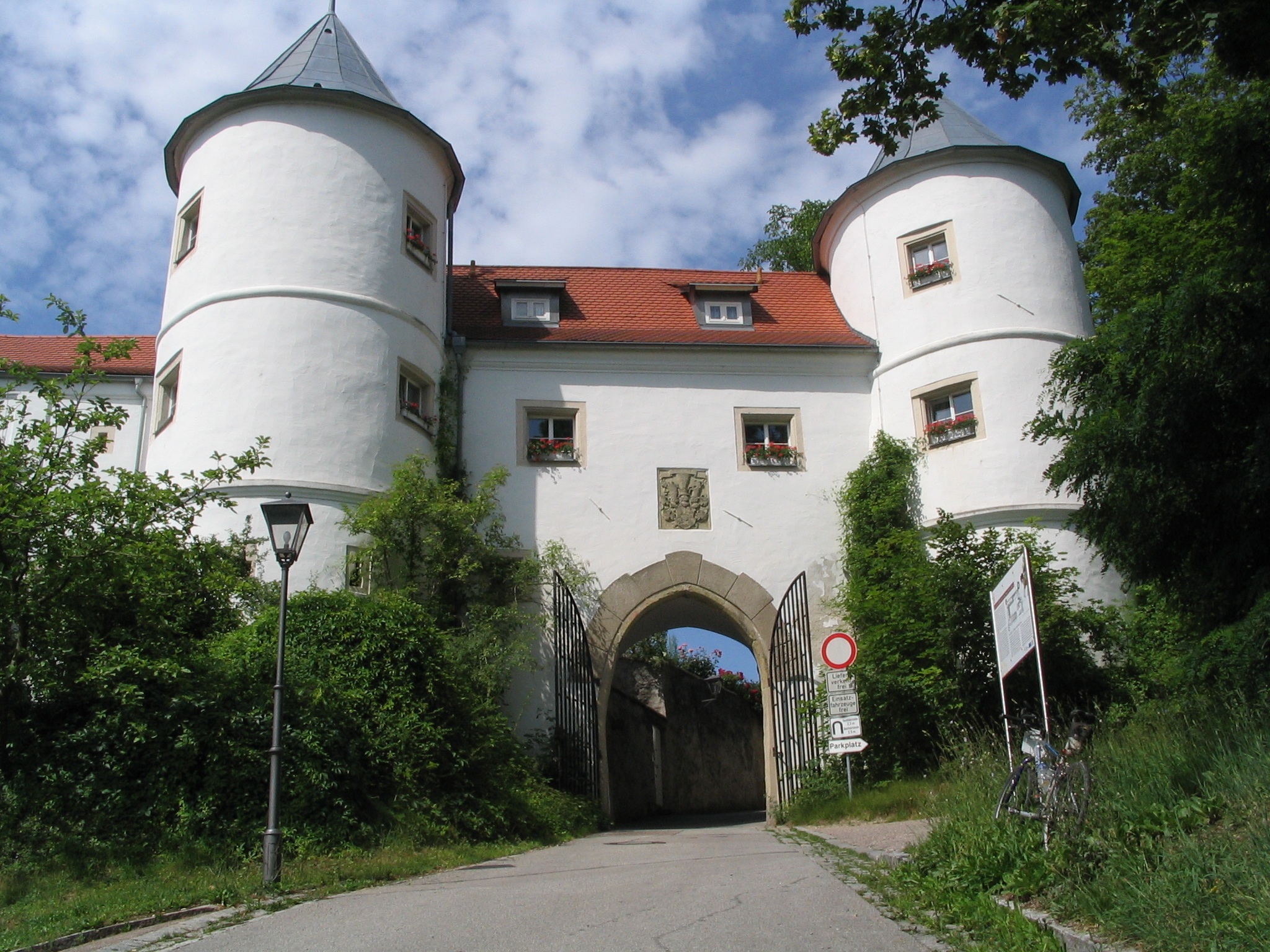
Zamek w Wörth an der Donau, obecnie dom spokojnej starości

- Hofdorf
- Oberachdorf
- Weihern
- Zinzendorf
- Kiefenholz
- Tiefenthal